# Miguel Carbonell y Selva
Miguel Carbonell y Selva (1854-1896) fue un pintor español.

## Biografía
Nació en 1854. Pintor natural de la localidad catalana de Molins de Rey, fue discípulo de la Escuela de Bellas Artes de Barcelona, en cuyas enseñanzas de pintura y dibujo logró diferentes premios. En la Exposición Nacional de Bellas Artes de 1881 presentó un cuadro representando a Safo. En las celebradas por el Círculo de Bellas Artes de Madrid en 1880 y 1882, figuró con las obras Alborada, Trabajadora de encaje y Muerte es vida. En Barcelona ejecutó otros varios lienzos de paisaje, costumbres de Cataluña y alegorías, que le hicieron obtener plácemes y elogios de la prensa periódica. Falleció en 1896.